# Der verborgene Stern
Der verborgene Stern (bengalisch: মেঘে ঢাকা তারা, Meghe Ḍhākā Tārā) ist ein indisches Filmdrama von Ritwik Ghatak aus dem Jahr 1960.

## Handlung
Eine arme bengalische middle-class Flüchtlingsfamilie lebt in einem kleinen Ort außerhalb Kolkatas. Da das Einkommen des Vaters, der als Dorflehrer arbeitet, allein nicht ausreicht, gibt die älteste Tochter Nita – selbst eigentlich Studentin in Kolkata – Nachhilfestunden. Das verdiente Geld geht in die Haushaltskasse oder wird ihr von ihren Brüdern, dem Möchtegernmusiker  und Müßiggänger Shankar und  dem noch etwas jüngeren Schüler Montu, und ihrer ungebildeten Schwester Gita abgebettelt. Nicht für sich und auch nicht für ihren Verehrer Sanat (Physikstudent in Kolkata), von dem sie einen Liebesbrief erhalten hat, hat sie Geld übrig. Am Beginn des nächsten Monats bezahlt sie gar die aufgelaufenen Schulden ihres Bruders bei einem ortsansässigen Händler.
Eines Abends stürzt der Vater betrunken auf dem Heimweg und verletzt sich so schwer, dass er seinem Beruf nicht mehr ausüben kann. Nita, die nun das einzige Einkommen erzielt, muss ihr Studium aufgeben, um so viel wie möglich für die Familie zu erwirtschaften. Sanat bietet ihr an, dass er arbeiten gehen würde, und sie dann heiraten könnten. Nita lehnt ab, da sie sich für ihre Familie verantwortlich fühlt, und meint, dass Sanat, wenn er sie wirklich liebt, auf eine Hochzeit wartet bis vielleicht Shankar ein großer Musikerstar geworden ist und ebenfalls Geld verdient. Montu gibt seine Schulausbildung auf, um ebenfalls Geld durch Fabrikarbeit zu verdienen, was die Mutter völlig entsetzt. Ihm wird aber zugestanden, nahe der Arbeitsstelle in Kolkata zu wohnen und eigene Bedürfnisse zu haben, deshalb auch nichts für die Familie abgeben zu sollen. Den Bettelversuchen Shankars widersteht Montu; Nita gibt Shankar stattdessen weiterhin Geld.
Als Sanat Nita eines Tages besucht, hat diese keine Zeit für ihn, da sie mit Nachhilfestunden völlig ausgelastet ist. Gita macht sich diese Situation zunutze und Sanat schöne Augen, dem sich dieser nicht entzieht. Als sie später erfährt, dass Sanat sein Studium aufgegeben hat und Geld verdient, ist Nita traurig; Gita sieht ihre Chance.
Als der Vater sich mit dem Gedanken trägt, Nita langsam zu verheiraten, macht ihm die Mutter klar, dass er dann wohl kaum noch genug zu essen bekommen würde.
Sanat heiratet Gita. Nita ist wie versteinert, als Gita ihr direkt ins Gesicht sagt, dass schließlich nicht jeder solange warten will. Nita verzichtet auf den ihr eigentlich zustehenden Familienschmuck zugunsten ihrer Schwester, da diese ihn dringender brauche.
Der Vater erkennt die Zerstörung von Nitas Zukunft durch die Begehrlichkeiten der Familie, unterdrückt seine Bedenken jedoch wieder. Shankar macht Nita Vorwürfe, dass es weichherzige Idioten wie sie seien, die am meisten verletzt werden. Nita fühlt sich in ihrer aufopfernden Rolle eher bestärkt; sie will für sich keine schonende Behandlung.
Als letzter ihrer Geschwister kündigt nun auch Shankar an, zu gehen – wissend, dass Nita dann keine Chance mehr hat, ihren eigenen Weg zu gehen, da sie als letzte noch Anwesende der Geschwister für ihre Eltern zuständig sein würde. Er prophezeit ihr, zu Tode gequetscht zu werden, wenn sie nicht auch an sich denkt.
Nita wohnt mittlerweile allein mit ihren Eltern und es kommt ein Brief, der einen schweren Arbeitsunfall von Montu mitteilt. Nita fährt in die Stadt und erleidet im Krankenhaus fast selbst einen Schwächeanfall. Als sie Unterstützung von Sanat und Gita erbitten möchte, wird sie von ihrer Schwester unsanft vergrault.
Abends ist Nita völlig krank, hustet und hat blutigen Auswurf – Tuberkulose. Die Nachricht ihrer Mutter, dass Shankar sich als Musiker in Bombay einen Namen gemacht hat, nimmt sie nur abweisend zur Kenntnis. Sanat besucht sie und Nita gesteht zum ersten Mal ihren Fehler, nie protestiert zu haben. Sie arbeitet trotzdem weiter.
Shankar kehrt als reicher und bekannter Musiker zurück und ist – anders als früher – im Dorf begehrt. Nita hat sich in ihrer Krankheit völlig von ihrer Familie zurückgezogen, doch Shankar entdeckt ein blutiges Taschentuch, als er sie aufsucht und Nitas Krankheit wird offenbar. Der Vater – nun auf Unterstützung von Shankar bauend – macht ihr Vorwürfe, erst alle Last getragen zu haben und nun selbst zur Last zu werden und fordert sie auf, zu gehen. Sie flieht in den strömenden Regen, doch Shankar hat als einziger ihre Gutmütigkeit nicht vergessen; er stoppt sie und bringt sie in einem Sanatorium in Shillong unter.
Lange Zeit später besucht Shankar Nita im Sanatorium und erzählt, dass das Haus inzwischen zweistöckig gebaut ist, Gitas Sohn schon laufen kann und so weiter. Nita hat noch immer den Brief von Sanat vom Anfang bei sich, den sie jetzt zerreißt. Außer ihrem Körper ist auch ihre Seele versehrt; sie ruft Shankar zu: Bruder, du weißt, dass ich leben wollte, sag mir, dass ich leben werde, ich will leben. Nita ist völlig entrückt und weltvergessen. Im Dorf erinnert sich schon keiner mehr an sie. Shankar weint.

## Kritiken
„Mit dem Fatalismus einer griechischen Tragödie strebt der stilistisch geradlinig und konsequent inszenierte, in der Detailbeschreibung präzise und von einer einfühlsamen Musik getragene Film eines renommierten indischen Regisseurs seinem verhängnisvollen Ende entgegen.“